# Empis bullifera
Empis bullifera is een vliegensoort uit de familie van de dansvliegen (Empididae). De wetenschappelijke naam van de soort is voor het eerst geldig gepubliceerd in 1951 door Kessel and Kessel.